# Ronde van Frankrijk 2011/Zeventiende etappe
De zeventiende etappe van de Ronde van Frankrijk 2011 werd verreden op 20 juli 2011 over een afstand van 179 kilometer tussen Gap en Pinerolo (Italië).

## Verloop
Nog 170 renners zetten aan in een rit over vijf hellingen. Reeds vroeg na de start ging Sandy Casar er met een negental andere renners vandoor, maar de vlucht duurde niet te lang. Na 52 km nam Edvald Boasson Hagen het initiatief, wat leidde tot een vlucht van 14 renners met onder meer Bauke Mollema, Maarten Tjallingii, Sylvain Chavanel en Björn Leukemans. Bij de tussensprint was de voorsprong uitgelopen tot 5'55". Daar spurtte Mark Cavendish nog voor het overblijvende puntje.
Even voor de klim op de col de Montgenevre vertrok Nicolas Roche uit het peloton, samen met Kevin De Weert en Johnny Hoogerland. Chavanel nam alle colletjes voor zijn rekening maar op de beklimming van de Sestriere (eerste categorie) kwam Rubén Pérez eerst boven.
Op 16 km van de finish ging Chavanel over Rubén Pérez. Maar Boasson Hagen haalde flink uit en liet iedereen achter. Met een indrukwekkende solo behaalde hij zijn tweede overwinning in deze Tour. Samen met Thor Hushovd behaalden deze twee enige Noren in de Tour vier etappes. Thomas Voeckler behield redelijk gemakkelijk de gele trui.
| Tussensprint Villar-Saint-Pancrace na 81,5 km |                      |        |
| Plaats                                        | Naam                 | Punten |
| Winnaar                                       | Sandy Casar          | 20     |
| 2                                             | Edvald Boasson Hagen | 17     |
| 3                                             | Rubén Pérez          | 15     |

| Beklimming Côte de Sainte-Marguerite na 71,5 km | Beklimming Côte de Sainte-Marguerite na 71,5 km | Beklimming Côte de Sainte-Marguerite na 71,5 km | 3e cat. 2,8 km à 7,4 % | 3e cat. 2,8 km à 7,4 % |
| Plaats                                          | Naam                                            | Naam                                            | Punten                 |                        |
| Winnaar                                         | Sylvain Chavanel                                | Sylvain Chavanel                                | 2                      |                        |
| 2                                               | Julien El Fares                                 | Julien El Fares                                 | 1                      |                        |

| Beklimming La Chaussée na 85,5 km | Beklimming La Chaussée na 85,5 km | Beklimming La Chaussée na 85,5 km | 3e cat. 1,4 km à 8,3 % | 3e cat. 1,4 km à 8,3 % |
| Plaats                            | Naam                              | Naam                              | Punten                 |                        |
| Winnaar                           | Sylvain Chavanel                  | Sylvain Chavanel                  | 2                      |                        |
| 2                                 | Björn Leukemans                   | Björn Leukemans                   | 1                      |                        |

| Beklimming Col de Montgenèvre na 96,5 km | Beklimming Col de Montgenèvre na 96,5 km | Beklimming Col de Montgenèvre na 96,5 km | 2e cat. 7,9 km à 6,1 % | 2e cat. 7,9 km à 6,1 % |
| Plaats                                   | Naam                                     | Naam                                     | Punten                 |                        |
| Winnaar                                  | Sylvain Chavanel                         | Sylvain Chavanel                         | 5                      |                        |
| 2                                        | Maarten Tjallingii                       | Maarten Tjallingii                       | 3                      |                        |
| 3                                        | Dmitri Fofonov                           | Dmitri Fofonov                           | 2                      |                        |
| 4                                        | Julien El Fares                          | Julien El Fares                          | 1                      |                        |

| Beklimming Sestriere na 117 km | Beklimming Sestriere na 117 km | Beklimming Sestriere na 117 km | 1e cat. 11,1 km à 6,3 % | 1e cat. 11,1 km à 6,3 % |
| Plaats                         | Naam                           | Naam                           | Punten                  |                         |
| Winnaar                        | Rubén Pérez Moreno             | Rubén Pérez Moreno             | 10                      |                         |
| 2                              | Sylvain Chavanel               | Sylvain Chavanel               | 8                       |                         |
| 3                              | Julien El Fares                | Julien El Fares                | 6                       |                         |
| 4                              | Maarten Tjallingii             | Maarten Tjallingii             | 4                       |                         |
| 5                              | Jonathan Hivert                | Jonathan Hivert                | 2                       |                         |
| 6                              | Edvald Boasson Hagen           | Edvald Boasson Hagen           | 1                       |                         |

| Beklimming Côte de Pramartino na 171 km | Beklimming Côte de Pramartino na 171 km | Beklimming Côte de Pramartino na 171 km | 2e cat. 6,7 km à 6 % | 2e cat. 6,7 km à 6 % |
| Plaats                                  | Naam                                    | Naam                                    | Punten               |                      |
| Winnaar                                 | Edvald Boasson Hagen                    | Edvald Boasson Hagen                    | 5                    |                      |
| 2                                       | Bauke Mollema                           | Bauke Mollema                           | 3                    |                      |
| 3                                       | Jonathan Hivert                         | Jonathan Hivert                         | 2                    |                      |
| 4                                       | Sylvain Chavanel                        | Sylvain Chavanel                        | 1                    |                      |

## Uitslagen
| Rituitslag |                      |                             |          |
| Plaats     | Naam                 | Ploeg                       | Tijd     |
| Winnaar    | Edvald Boasson Hagen | Sky ProCycling              | 4u18'00  |
| 2          | Bauke Mollema        | Rabobank                    | op 00'40 |
| 3          | Sandy Casar          | Française des Jeux          | op 00'50 |
| 4          | Julien El Fares      | Cofidis, le crédit en ligne | z.t      |
| 5          | Sylvain Chavanel     | Quick Step                  | z.t.     |
| 6          | Dmitri Fofonov       | Pro Team Astana             | op 01'10 |
| 7          | Maciej Paterski      | Liquigas-Cannondale         | z.t.     |
| 8          | Dmitri Moeravjov     | Team RadioShack             | z.t.     |
| 9          | Jonathan Hivert      | Saur-Sojasun                | op 01'15 |
| 10         | Borut Božič          | Vacansoleil-DCM             | op 02'20 |
|            |                      |                             |          |
| 13         | Björn Leukemans      | Vacansoleil-DCM             | op 03'35 |

| Strijdlustigste renner |             |                   |
|                        | Naam        | Ploeg             |
|                        | Rubén Pérez | Euskaltel-Euskadi |

## Klassementen
| Algemeen Klassement |                  |                     |           |
| Plaats              | Naam             | Ploeg               | Tijd      |
| Gele trui           | Thomas Voeckler  | Team Europcar       | 79u34'06" |
| 2                   | Cadel Evans      | BMC Racing Team     | op 01'18" |
| 3                   | Fränk Schleck    | Team Leopard-Trek   | op 01'22" |
| 4                   | Andy Schleck     | Team Leopard-Trek   | op 02'36" |
| 5                   | Samuel Sánchez   | Euskaltel-Euskadi   | op 02'59" |
| 6                   | Alberto Contador | Saxo Bank-Sungard   | op 03'15" |
| 7                   | Damiano Cunego   | Liquigas-Cannondale | op 03'34" |
| 8                   | Ivan Basso       | Lampre-ISD          | op 03'49" |
| 9                   | Tom Danielson    | Team Garmin-Cervélo | op 06'04" |
| 10                  | Rigoberto Urán   | Sky ProCycling      | op 07'36" |
|                     |                  |                     |           |
| 12                  | Kevin De Weert   | Quick Step          | op 08'35" |
| 22                  | Rob Ruijgh       | Vacansoleil-DCM     | op 15'01" |

| Ploegenklassement |                             |            |
| Plaats            | Ploeg                       | Tijd       |
|                   | Team Garmin-Cervélo         | 219u41'46" |
| 2                 | Team Leopard-Trek           | op 05'27"  |
| 3                 | Team Europcar               | op 08'04"  |
| 4                 | AG2R-La Mondiale            | op 14'24"  |
| 5                 | Euskaltel-Euskadi           | op 14'53"  |
| 6                 | Team Katjoesja              | op 15'22"  |
| 7                 | Sky ProCycling              | op 23'41"  |
| 8                 | Team RadioShack             | op 26'31"  |
| 9                 | Cofidis, le crédit en ligne | op 27'12"  |
| 10                | Française des Jeux          | op 36'09"  |

## Nevenklassementen
| Puntenklassement |                    |                    |        |
| Plaats           | Naam               | Ploeg              | Punten |
| Groene trui      | Mark Cavendish     | Team HTC-High Road | 320    |
| 2                | José Joaquin Rojas | Team Movistar      | 285    |
| 3                | Philippe Gilbert   | Omega Pharma-Lotto | 250    |
|                  |                    |                    |        |
| 41               | Bauke Mollema      | Rabobank           | 42     |

| Bergklassement |                   |                    |        |
| Plaats         | Naam              | Ploeg              | Punten |
| Bolletjestrui  | Jelle Vanendert   | Omega Pharma-Lotto | 74     |
| 2              | Samuel Sánchez    | Team Europcar      | 72     |
| 3              | Jérémy Roy        | Française des Jeux | 45     |
|                |                   |                    |        |
| 9              | Johnny Hoogerland | Vacansoleil-DCM    | 22     |

| Jongerenklassement |                 |                             |             |
| Plaats             | Naam            | Ploeg                       | Tijd        |
| Witte trui         | Rigoberto Urán  | Sky ProCycling              | 73u31'25"   |
| 2                  | Rein Taaramäe   | Cofidis, le crédit en ligne | op 00'59"   |
| 3                  | Pierre Rolland  | Team Europcar               | op 02'27"   |
|                    |                 |                             |             |
| 6                  | Rob Ruijgh      | Vacansoleil-DCM             | op 07'25"   |
| 20                 | Thomas De Gendt | Vacansoleil-DCM             | op 1u29'01" |

## Opgave
- Paolo Tiralongo (Pro Team Astana).

1e etappe ·
2e etappe ·
3e etappe ·
4e etappe ·
5e etappe ·
6e etappe ·
7e etappe ·
8e etappe ·
9e etappe ·
10e etappe ·
11e etappe ·
12e etappe ·
13e etappe ·
14e etappe ·
15e etappe ·
16e etappe ·
17e etappe ·
18e etappe ·
19e etappe ·
20e etappe ·
21e etappe
Startlijst · Eindstanden · Afbeeldingen